# Rebecca Guarna

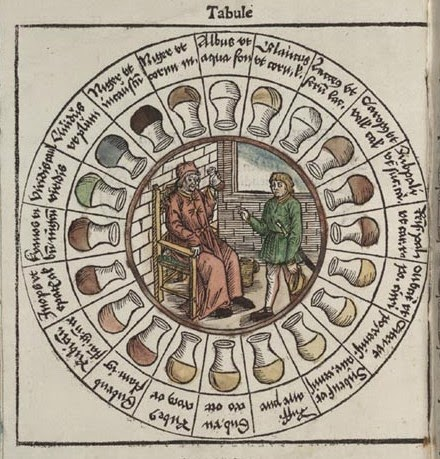
"Taula de l'orina" de l'època medieval per al diagnòstic de malalties

Rebecca Guarna, també coneguda com a Rebecca de Guarna, (fl. segle xiii-XIV) va ser una metgessa cirurgiana, professora i autora de texts mèdics italiana, una de les poques dones de les quals se sap que practicaven la medicina en l'edat mitjana. S'ignoren moltes dades de la seua vida; se'n coneix que era membre d'una reconeguda família salernitana, que a més de ser mestra de l'Escola de Medicina de Salern era una notable herborista i que escrigué els tractats De Urinis, De febrius i De embrione. En De Urinis descriu, entre altres coses, la utilització de mostres d'orina en el diagnòstic de malalties. El seu treball s'esmenta en la Collectio Salernitana.
En l'estudi de Salvatore De Renzi sobre l'Escola de Medicina de Salern realitzat al s. XIX, Guarna és una de les quatre dones esmentades —juntament amb Costanza Calenda, Abella i Mercuriade— que se'n coneix que practicaven medicina, impartien conferències sobre medicina i escrivien tractats. Forma part del grup de dones conegut com a Mulieres Salernitanae, és a dir, 'Dones de Salern'.